# کیت کیلتون
کیت کیلتون (انگلیسی: Kate Quilton؛ زادهٔ ۳۰ نوامبر ۱۹۸۳) مجری تلویزیون و روزنامه‌نگار اهل بریتانیا است. وی از سال ۲۰۱۲ میلادی تاکنون مشغول فعالیت بوده‌است.
از برنامه‌های تلویزیونی که وی در آن‌ها نقش داشته‌است، می‌توان به دنیای ناشناختهٔ خوراکی‌ها اشاره نمود.